# تعمية الجمل

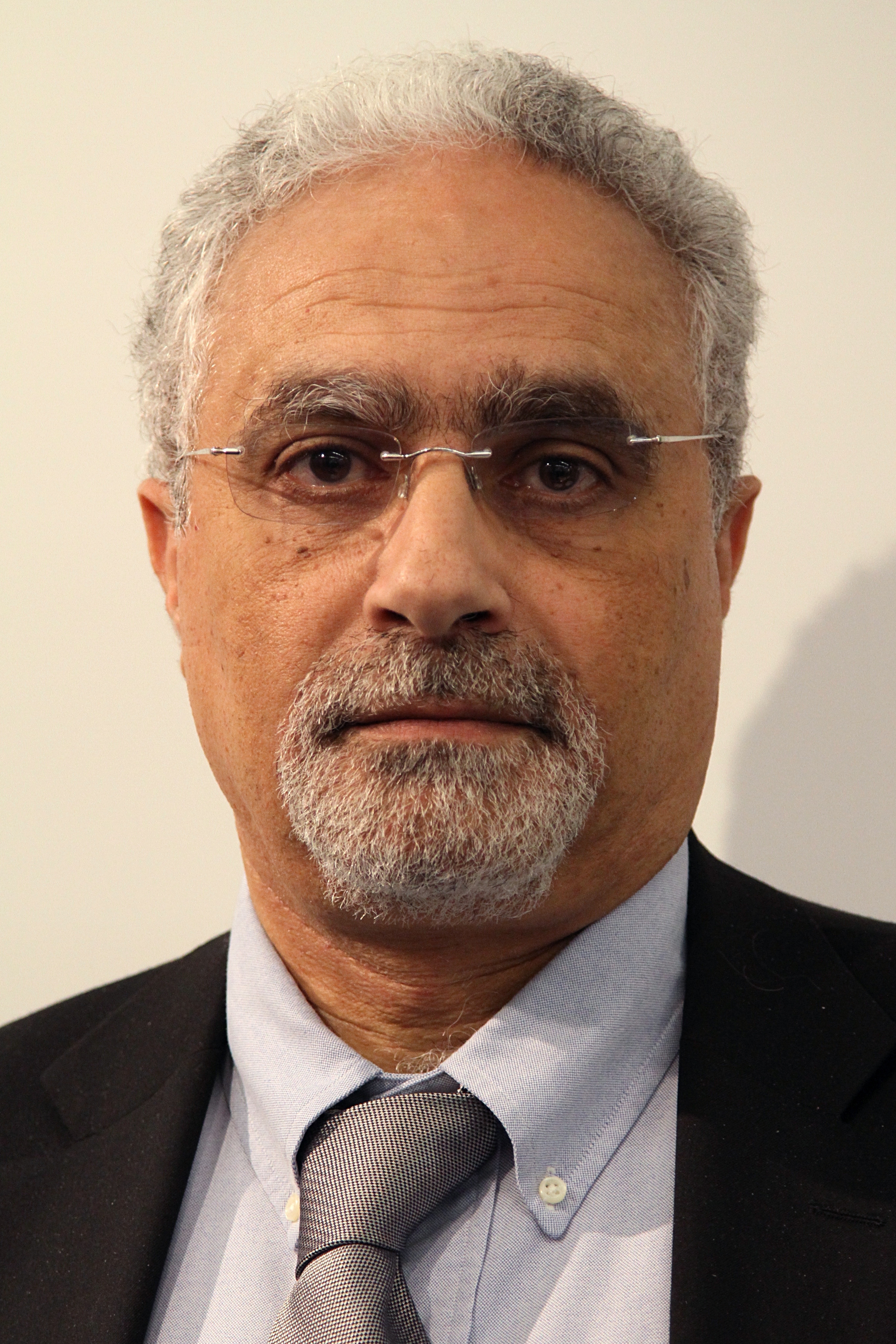

تعمية الجمل هي خوارزمية تعمية ابتكرها طاهر الجمل في عام 1985.، تستعمل في تعمية المفاتيح العامة، وتعتمد على طريقة ديفي وهيلمان لتبادل المفاتيح.

## الخوارزمية
تتألف تشفيرية الجمل من ثلاث أجزاء: مولد المفتاح، خوارزمية التعمية وخوارزمية فك التعمية.

### مولد المفتاح
يعمل مولد المفتاح بالطريقة التالية:
- يُنشئ فلان (الشخص المرسل للرسالة) وصف دقيق لمجموعة لولبية G بعدد q بمولد g.
- يختار فلان رقم عشوائي x من واحد وحتى q-1.
- يحسب فلان h=gx.
- ينشر فلان h مع المحددات Gوq وg لتكون مفتاحاً عاماًـ ويبقي على x لنفسه مفتاحاً سرياً.

### التعمية
تعمل خوارزمية التعمية كالتالي:
لتعمية رسالة m مستعملة المفتاح العام {G, q, p, h}
- يختار علان (الشخص المستلم للرسالة) رقم y عشوائي بين 1 و q-1 ثم يحسب c1=gy.
- يحسب عُلَّان السر المشترك مع فلان: s = hy.
- يُحوِّل عُلَّان الرسالة السرية m كعنصر m' لـ G و
- يحسب عُلَّان c2=m' . s.
- يُرسل عُلَّان النص المشفر {\displaystyle (c_{1},c_{2})=(g^{y},m'\cdot h^{y})=(g^{y},m'\cdot (g^{x})^{y})\,}إلى أليس.

من الملاحظ أنه يمكن استنتاج hy لمن يعلم قيمة m'. لذلك، يجب توليد y جديدة مع كل رسالة من أجل زيادة تأمين الرسالة. لهذا، تسمى y بالمفتاح الزائل.

### فك التعمية
تعمل خوارزمية فك االتعمية على النص المعمى (c1, c2) مع المفتاح x
- تحسب أليس السر المشترك {\displaystyle s=c_{1}^{x}\,}
- ثم تحسب m'=c2.s-1 ومن ثم تحوله إلى النص المعمى m بحيث s−1 هي معكوسة s في محموعة G.

وهكذا، تنتج خوارزمية فك التعمية إذ أن{\displaystyle c_{2}\cdot s^{-1}=m'\cdot h^{y}\cdot (g^{xy})^{-1}=m'\cdot g^{xy}\cdot g^{-xy}=m'.}